# معركة روزباد
معركة روزباد (بالإنجليزية: Battle of the Rosebud)‏ هي معركة نشبت في 17 يوليو 1876 بين كل من قبيلتي لاكوتا وشايان ضد الولايات المتحدة، كانت نتيجتها انتصار لاكوتا وشايان.

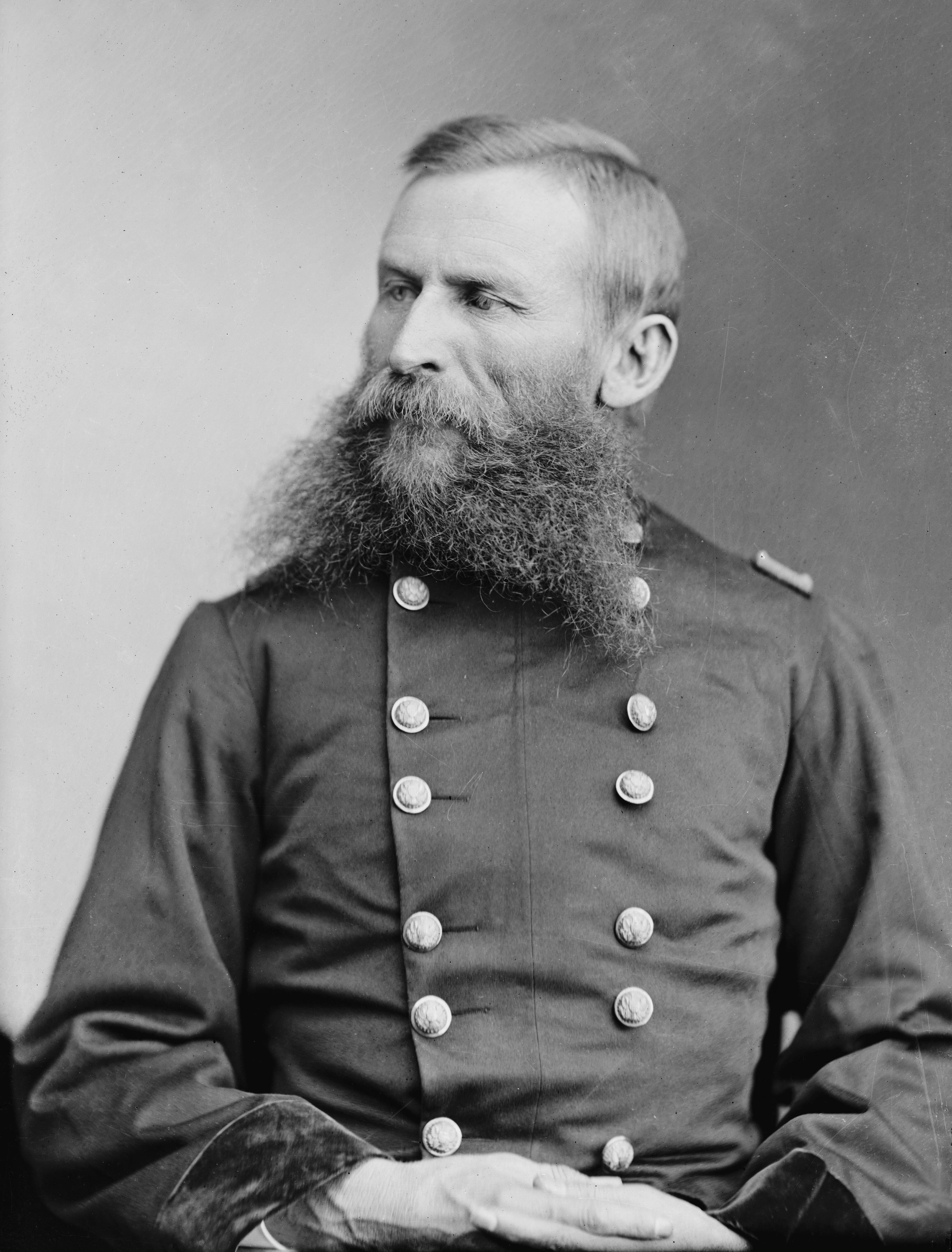
الجنرال جورج كروك

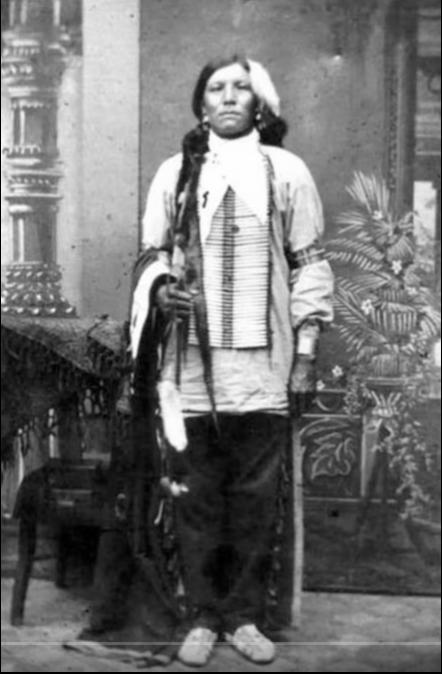
صورة مزعومة لجواد الجامح